# Makkelijk Scoren
Makkelijk Scoren is een satirisch sportprogramma van de VPRO. Het programma wordt geproduceerd door Human Factor TV. Het programma is ontstaan vanuit het redactie- en schrijversteam van het satirische televisieprogramma Zondag met Lubach. Drie van de schrijvers van dit programma, Tex de Wit, Diederik Smit en Jonathan van het Reve hebben de handen ineen geslagen en schrijven en presenteren Makkelijk Scoren. Het eerste seizoen van acht afleveringen werd uitgezonden in februari en maart 2019. Seizoen 2 bestond uit slechts vier afleveringen, uitgezonden in juli 2020. Na een lange onderbreking werden tussen 13 mei en 24 juni 2024 de acht afleveringen van het derde seizoen uitgezonden. 

## Vaste onderdelen
Makkelijk Scoren heeft een aantal onderdelen die regelmatig terugkeren in de afleveringen.

### Totaal andere tijden sport
Totaal andere tijden sport is een parodie op het programma Andere Tijden Sport van NTR en NOS. In dit onderdeel wordt er teruggeblikt op een niet bestaande sportgebeurtenis. Enkele voorbeelden zijn de Elfstedentocht van 2011 en de ontwikkeling van de videoscheidsrechter in de jaren negentig. Aan deze parodieën werken regelmatig (oud)sporters en andere mensen uit de sportwereld mee.

### Huisdichter Rico
Rico Verhoeven leest elke aflevering één of meerdere gedichten voor. Hij doet dit in dezelfde stijl als Nico Dijkshoorn als huisdichter bij De Wereld Draait Door.

### Makkelijk Praten
Bij het onderdeel Makkelijk Praten worden beelden van sportinterviews gebruikt waarbij de vragen van de interviews door de presentatoren van Makkelijk Scoren worden vervangen door andere vragen, waardoor de sporters vreemde antwoorden lijken te geven.

### Makkelijk Winnen
Tijdens Makkelijk Winnen wordt er een prijs weggegeven aan de eerste beller op 0900-makkelijkscoren.

### Makkelijk Lezen
Tijdens Makkelijk Lezen wordt op satirische wijze een sportboek besproken.

## Seizoenen
- Seizoen 1 begon op zondag 10 februari 2019 met 8 afleveringen.
- Seizoen 2 begon op zondag 5 juli 2020 met 4 afleveringen, onder de titel Makkelijk Scoren: Studio Afgelast (een verwijzing naar de gevolgen van de coronapandemie voor de sportwereld).
- Seizoen 3 begon op maandag 13 mei 2024 op NPO 3 en liep tot 24 juni 2024.